# Ayşe Hatun Önal

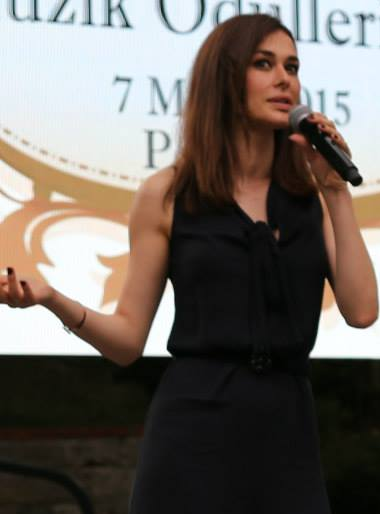
Ayşe Hatun Önal (2015)

Ayşe Hatun Önal (* 29. Juli 1978 in Adana) ist eine türkische Popmusikerin, Schauspielerin und ehemaliges Model. Sie wurde 1999 zur Miss Turkey gekürt.

## Karriere
Landesweit bekannt wurde sie im Jahr 1999 durch die Teilnahme und den Sieg bei Miss Turkey, woraufhin sie das Land bei der Miss World im selben Jahr vertrat. Zuvor hat Önal bereits als Model gearbeitet.
Ihre Musikkarriere begann im Jahr 2003 mit der Single Çeksene Elini und der dazugehörigen Extended Play Sonunda. Önals erstes Album erschien 2008, das Zweite fast 10 Jahre später. Einige ihrer musikalischen Veröffentlichungen wurden von Erdem Kınay produziert.
Im Jahr 2015 sang sie die türkische Version des Songs Adiós gemeinsam mit Ricky Martin.

## Diskografie

### Alben
- 2008: Sustuysam
- 2017: Selam Dengesiz

### EPs
- 2003: Sonunda

### Singles
- 2003: Çeksene Elini
- 2005: Hej DJ (mit Ege Çubukçu)
- 2008: Kalbe Ben
- 2012: Sen ve Ben (mit Birol Giray)
- 2014: Çak Bir Selam
- 2015: Güm Güm (mit Onurr)
- 2015: Adiós - Turkish Version (mit Ricky Martin)
- 2016: Senden Vazgeçmem (von Mithat Can Özer – Hintergrundstimme)
- 2016: Şeytan Tüyü
- 2016: Sirenler
- 2017: Olay
- 2017: Beyaz Atletli
- 2018: Dur Dünyam
- 2019: Katakulli
- 2019: Efsane[4]